# Río Buzuluk
El río Buzuluk (del ruso: Бузулу́к) es un río localizado en la parte meridional de la Rusia europea, el principal afluente del río Jopior. Su longitud total es de 314 km y su cuenca drena una superficie de 9.510 km² (un poco mayor que Chipre y Puerto Rico).
Administrativamente, el río discurre por el óblast de Volgogrado de la Federación de Rusia.

## Geografía
El río Buzuluk tiene su fuente en los Altos del Volga, en la parte Nororiental del óblast de Volgogrado, al noroeste de la ciudad de Mijáilovka  (60.034 hab. en 2002). El río discurre primero en dirección Noroeste, para describir una amplia curva hacia el Oeste y acabar en dirección Suroeste. Pasa por la pequeña localidad de Kikvidze, donde recibe por la izquierda al río Kardajja, y sigue luego por Novoánninski (19.472 hab.), la principal ciudad de su curso, y Arcendinskaja. Desemboca en el río Jopior por la izquierda, a unos 70 km de distancia al Sur de la ciudad de Uriúpinsk (41.960 hab.), aguas abajo. 
En su curso bajo, el río Buzuluk tiene unos 600 lagos en su cuenca.
El río Buzuluk discurre por una zona bastante árida y es alimentado principalmente por el deshielo. Está congelado de diciembre a marzo, con una subida muy importante de sus aguas en abril y mayo. No tiene un caudal muy elevado para su cuenca, siendo de unos 36 m³/s de media